# Idaea carpheraria
Idaea carpheraria là một loài bướm đêm trong họ Geometridae.